# Dallas Goldtooth
Dallas Goldtooth (Redwood Falls, Minnesota; 3 de mayo de 1983) es un actor, profesor de lengua siux, escritor, artista, activista medioambiental y comediante nativo americano de ascendencia lakota-dilé.
Creció en la República de Lakota, territorio no oficial autoproclamado por los nativos lakotas. Apareció en la serie de televisión Reservation Dogs en el papel de William «Spirit» Knifeman.

## Vida personal
Dallas Goldtooth nació el 3 de mayo de 1983 en Redwood Falls, Minnesota. Es de ascendencia dakota, dine, hochunk y alemana. Es miembro inscrito de la comunidad indígena Shakopee Mdewakanton, y descendiente del pueblo navajo.
Su padre es Tom B.K. Goldtooth, de origen navajo-diné y su madre es Hope Ann Two Hearts (de soltera Neis) de origen lakota. Su padrastro fue Galen Drapeau Sr., un curandero de origen lakota ihanktonwan y veterano de Vietnam.
Dallas creció en las reservas indias Yankton Sioux Tribe en Dakota del Sur y Lower Sioux en Minnesota, y pasaba los veranos en el Barrio Phillips del sur de Minneapolis. Su hermano mayor es Migizi Pensoneau.
Goldtooth no se considera estadounidense y se identifica más con el gentilicio isanti dakota (lakota), la nación ancestral de sus antepasados.

## Activismo y organización
Goldtooth fue el organizador de la campaña Keep It In the Ground de la Red de Desarrollo Indígena, una organización de justicia medioambiental dirigida por su padre. Con IEN, Goldtooth dirigió campañas contra el oleoducto Keystone XL y el Dakota Access Pipeline. Fue protector del agua durante las protestas contra el oleoducto Dakota Access en la Reserva india Standing Rock.

## Escritura e interpretación
Goldtooth fue guionista de las temporadas 2 y 3 de Reservation Dogs.
Goldtooth ha actuado en 'Reservation Dogs, Rutherford Falls, Ghosts, Hailey's On It!, y Fallout (2024). 

## Filmografía
| Año       | Título               | Papel                     | Notas                                             |
| --------- | -------------------- | ------------------------- | ------------------------------------------------- |
| 2012      | Inventing the Indian | Co-host                   | Documental                                        |
| 2019      | Drunk History        | John Trudell              | Episodio: «National Parks»                        |
| 2021–2023 | Reservation Dogs     | William "Spirit" Knifeman | Papel recurrente                                  |
| 2022      | Rutherford Falls     | Nelson                    | 6 episodios                                       |
| 2022      | Ghosts               | Bob                       | Episodio: «The Tree»                              |
| 2023      | Hailey's On It!      | Chuck Banks (voz)         | Episodio: «Beta'd and Hooked/The Wild, Wild Mess» |
| 2024      | Echo                 | Shikoba / Emcee           | Episodio: «Lowak»                                 |
| 2024      | Fallout              | Charles Whiteknife        | Episodio: «The Trap»                              |
| TBA       | The Last Frontier    | Hutch                     | Próxima serie                                     |